# آنتیلوپ (کالیفرنیا)
آنتیلوپ (به انگلیسی: Antelope) یک منطقهٔ مسکونی در ایالات متحده آمریکا است که در شهرستان ساکرامنتو، کالیفرنیا واقع شده‌است. آنتیلوپ ۱۷٫۷۰ کیلومتر مربع مساحت و ۴۵٬۷۷۰ نفر جمعیت دارد و ۳۶٫۸۸ متر بالاتر از سطح دریا واقع شده‌است.